# Romane garadine alava
Romane garadine alava = Ромске загонетке је збирка народних умотворина чији је избор, предговор, превод и коментар урадио Рајко Ђурић. Књига је објављена 1980. године у издању Српске академије науке и уметности у Београду, Одељење језика и књижевности.

## О аутору
Рајко Ђурић је рођен у Малом Орашју, 3. октобра 1947, умро у Београду, 2. новембара 2020. године. Био је српски писац, политичар и председник Уније Рома Србије. Био је и председник Међународне ромске уније и генерални секретар Ромског центра Међународног ПЕН центра.

## О књизи
Romane garadine alava је избор ромских загонетки који је примљен на 3. скупу Одељења језика и књижевности, од 24. априла 1979. године, на основу реферата дописног члана Радета Ухлика и професора Нусрета Сехарсојија. 
У уводу књиге Рајко Ђурић је у шест поглавња донео текстове о пореклу назива Ром, о досадашњем испитивању ромских загонетки, називу, предмету, начину и улози загонетања код Рома, митском у загонеткама, тајним знацима и варалицама и о загонеткама у језику и језику у загонеткама.
Текст у књизи је упоредни на српском и ромском језику.